# Natalidae
Famille
Natalidae est une famille de chauves-souris qui comprend entre un et trois genres en fonction des sources.

## Liste des genres
Selon ITIS:
- genre Natalus Gray, 1838
  - Natalus lepidus (Gervais, 1837) - chauve-souris papillon
  - Natalus micropus Dobson, 1880
  - Natalus stramineus Gray, 1838 - natalide isabelle ou natalide paillée
  - Natalus tumidifrons (Miller, 1903)
  - Natalus tumidirostris Miller, 1900

Selon MSW:
- genre Chilonatalus
  - Chilonatalus micropus
  - Chilonatalus tumidifrons
- genre Natalus
  - Natalus jamaicensis
  - Natalus major
  - Natalus primus
  - Natalus stramineus
  - Natalus tumidirostris
- genre Nyctiellus
  - Nyctiellus lepidus